# Tintesmühle
De Tintesmühle is een watermolen en camping in Luxemburg die aan de rivier de Our in het Ourdal aan de CR 339 liggen.

## Geschiedenis
In 1853 bouwde Peter Schroeder (1805-1896) zijn watermolen met een huis en bijgebouwen op een stuk grond dat aan de oever van de Our lag. Sinds 1535 komt de naam Tinteshaus in Kalborn in officiële geschriften voor, vandaar de naam Tintesmühle.
De molen had 3 bovenslagwaterwielen met een diameter van circa 2 meter en een radbreedte van 1 meter welke drie verschillende maalgangen aandreven. In de periode 1853-1945 werd de molen hoofdzakelijk gebruikt voor het malen van granen, voedermeel en boekweit. In 1914 werd de molen aangepast en werd er een dynamo geïnstalleerd, zodat de waterkracht ook elektriciteit voor de woning en stallen op kon wekken.
Tijdens het von Rundstedt-offensief, ook wel bekend als het Ardennenoffensief in de winter van 1944, raakte de Tintesmühle zo zwaar beschadigd dat deze van 1945 tot 1953 alleen werd gebruikt om elektriciteit op te wekken en tot 1958 om voedermeel voor vee te malen.

## Huidig gebruik
Vanaf 1958 doet de molen geen dienst meer als watermolen en is de dienstverlening op gastronomie gericht. In 1972 is de camping geopend en in 1976 is het molenhuis tot restaurant verbouwd.